# Nije Ljubav Stvar
Nije Ljubav Stvar (Није љубав ствар) ist ein Lied des serbischen Sängers Željko Joksimović. Das Lied war der serbische Beitrag zum Eurovision Song Contest 2012.
Der Text wurde von Marina Tucaković und Miloš Roganović geschrieben und das Lied von Joksimović, der schon 2004 Serbien und Montenegro beim Eurovision Song Contest vertrat und den ESC 2008 moderierte, selbst komponiert.
Nachdem "Nije Ljubav Stvar" am 24. Mai 2012 mit 159 Punkten das Finale des Eurovision Song Contest erreichte, schaffte es das Lied im großen Finale am 26. Mai 2012 mit 214 Punkten auf den dritten Rang hinter Russland auf dem zweiten Platz und der Gewinnerin Loreen aus Schweden.